# Bournezeau
Bournezeau là một xã ở tỉnh Vendée trong vùng Pays de la Loire, Pháp. Xã này có diện tích 60,49 km², dân số năm 2006 là 2852 người. Xã này nằm ở khu vực có độ cao trung bình 90 mét trên mực nước biển. Danh xưng dân địa phương là Bournevaiziens

## Biến động dân số
| Năm | 1962 | 1968 | 1975 | 1982 | 1990 | 1999 | 2006 |
| --- | ---- | ---- | ---- | ---- | ---- | ---- | ---- |
| Dân số | 2237 | 2301 | 2172 | 2168 | 2336 | 2439 | 2852 |
| From the year 1962 on: No double counting—residents of multiple communes (e.g. students and military personnel) are counted only once. |      |      |      |      |      |      |      |